# Paul Mündner

Paul Mündner

Die ersten Sechs der Distanzfahrt Wien–Berlin 1893, v. l. n. r.: Mündner (6.), C. Andersen (4.), Georg Sorge (2.), Josef Fischer (1.), Franz Gerger (3.), Max Reheis (5.)

Paul Mündner (* 27. November 1872 in Fraustadt, Provinz Posen (Wschowa, Polen); † 8. August 1934 in Berlin) war ein deutscher Radrennfahrer und Zirkusartist.

## Radsport-Laufbahn
1893 gewann Paul Mündner, Mitglied des Berliner Vereins RV Sport, das Rennen Maastricht–Nijmegen–Maastricht. Im selben Jahr startete er bei der Distanzradfahrt Wien–Berlin und belegte Rang sechs. Anschließend wurde er Profi-Radrennfahrer und wechselte auf die Bahn. 1895 errang er den Titel des deutschen Meisters im Steherrennen. Am 13. Juli im selben Jahr fuhr Mündner ein Rennen gegen die Belgierin Hélène Dutrieu, das er gewann, war aber anschließend voll des Lobes für seine Kontrahentin. Nach anderen Quellen ließ er seine Kontrahentin aus Höflichkeit gewinnen. 1896 wurde er Vize-Europameister der Steher, hinter dem Franzosen Lucien Lesna und 1896 Dritter der deutschen Meisterschaft. Zudem war er ein gefragter Tandem-Fahrer, unter anderen mit August Habich und Emanuel Kudela. Weiterhin war er als Eisschnellläufer aktiv.
„Paule“ Mündner, der im westlichen Ausland, aber auch in Russland Rennen fuhr, war in Berlin ein Publikumsliebling. Er war bekannt für seinen Humor, aber auch für seine modische Kleidung, „schneidig vom Gipfel des Hutes bis herab zu den Spitzen der Lackstiefel“. Auch bei seinen Sporttrikots war er wählerisch, denn „seine Sweater zeichneten sich stets durch Akkuratesse und geschmackvolle Farben aus, und kein anderer Rennfahrer besass ein so elegantes Hüfttuch aus schwerer Seide mit goldenem Riesenmonogramm, wie er“. Seine radsportliche Laufbahn beendete er zu Beginn des Jahres 1905.
Auch sein Bruder Otto war ein bekannter Radrennfahrer, für den Paul Mündner bei Straßenrennen als Schrittmacher fungierte.

## Im Zirkus
1902 beendete Mündner seine Karriere als Leistungssportler und ging als Artist zum Zirkus: „Er ist der berühmte Schleifenfahrer im Zirkus Busch, der das haarsträubende Experiment ausführt, mit seinem Rade zum Schluss der Schleifenfahrt einen 30 Fuß breiten Abgrund zu überspringen.“ Dabei übersprang Mündner mitunter nicht nur über einen „Abgrund“, sondern auch über sechs Elefanten. Mündner hatte die Elefanten in den Trick eingebaut, um die „Schleifenfahrt“ zu variieren, da seine frühere Radsport-Kontrahentin Hélène Dutrieu in Großbritannien ein Patent auf diesen Trick und ihn auf 32.000 Mark Schadenersatz verklagt hatte. Schließlich verunglückte er bei einer seiner Vorführungen schwer und beendete seine Zirkus-Karriere.